# 真光寺 (徳島県つるぎ町)
真光寺（しんこうじ）は、徳島県美馬郡つるぎ町にある真言宗御室派の寺院。本尊は阿弥陀如来。阿波西国三十三観音霊場第7番札所。端四国八十八カ所霊場第6番札所。

## 歴史
創建は不詳。1657年（明暦3年）の火災で焼失。1679年（延宝7年）に再興。

## 十六地蔵
境内東北に児童の慰霊と世界平和を祈念して祀られている。1945年（昭和20年）1月29日に発生した火災によって本堂が焼失した。本堂にいた南恩加島小学校3、4年生の児童29人中16人が死亡したためである。
この事件台とした作品で『十六地蔵物語 戦争で犠牲になった子供たち』（原田一美 著）がある。

## 交通
- JR徳島線「貞光駅」より徒歩で約10分。

## 備考
- 端四国八十八箇所霊場の仏像御堂群として霊場は一部が登録文化財に登録されている。

## 関連文献
- 徳島県警察史編さん委員会編、徳島県警察史、徳島県警察本部、1965年、1155ページ
- 三加茂町史編集委員会編、三加茂町史復刻版、三加茂町、2006年、1046ページ